# トロンハイム
トロンハイム（Trondheim ノルウェー語発音: [ˈtrɔnhæɪm]） はノルウェー中部に位置するノルウェー第3の都市。ソール・トロンデラーグ県に属する。人口は165,191人（2008年1月1日現在）、面積は342平方キロメートル。オーラヴ王が船出をしたと伝承される地で、ノルウェー王国最初の首都。トロンヘイムとも表記される。
市内には歴史的遺産が残されており、中でもオーラヴ2世（オーラヴ・ハラールソン、Olav Haraldsson）を祭るニーダロス大聖堂へは中世から巡礼が盛んに行われた。この町の最も重要なイベントとして、夏至の前後に聖オーラヴ祭（olavsfestdagene）が1週間ほど行われる。また、トロンハイムは国立大学やハイテク産業の研究所が集まる大学都市でもある。
1997年,2025年ノルディックスキー世界選手権開催地。

## 地理
市の北側はトロンハイム・フィヨルドに面し、ニド川の河口部にある。
フィヨルドとその沿岸一帯はコザクラバシガン、ミミカイツブリ、カンムリカイツブリ、ホンケワタガモ、マガモ、ビロードキンクロ、コオリガモなどのガンカモ類と渉禽類の越冬地・繁殖地およびタイセイヨウニシン、タイセイヨウサケ、ブラウントラウト、ゼニガタアザラシの生息地であり、複数のラムサール条約登録地がある。

## 歴史

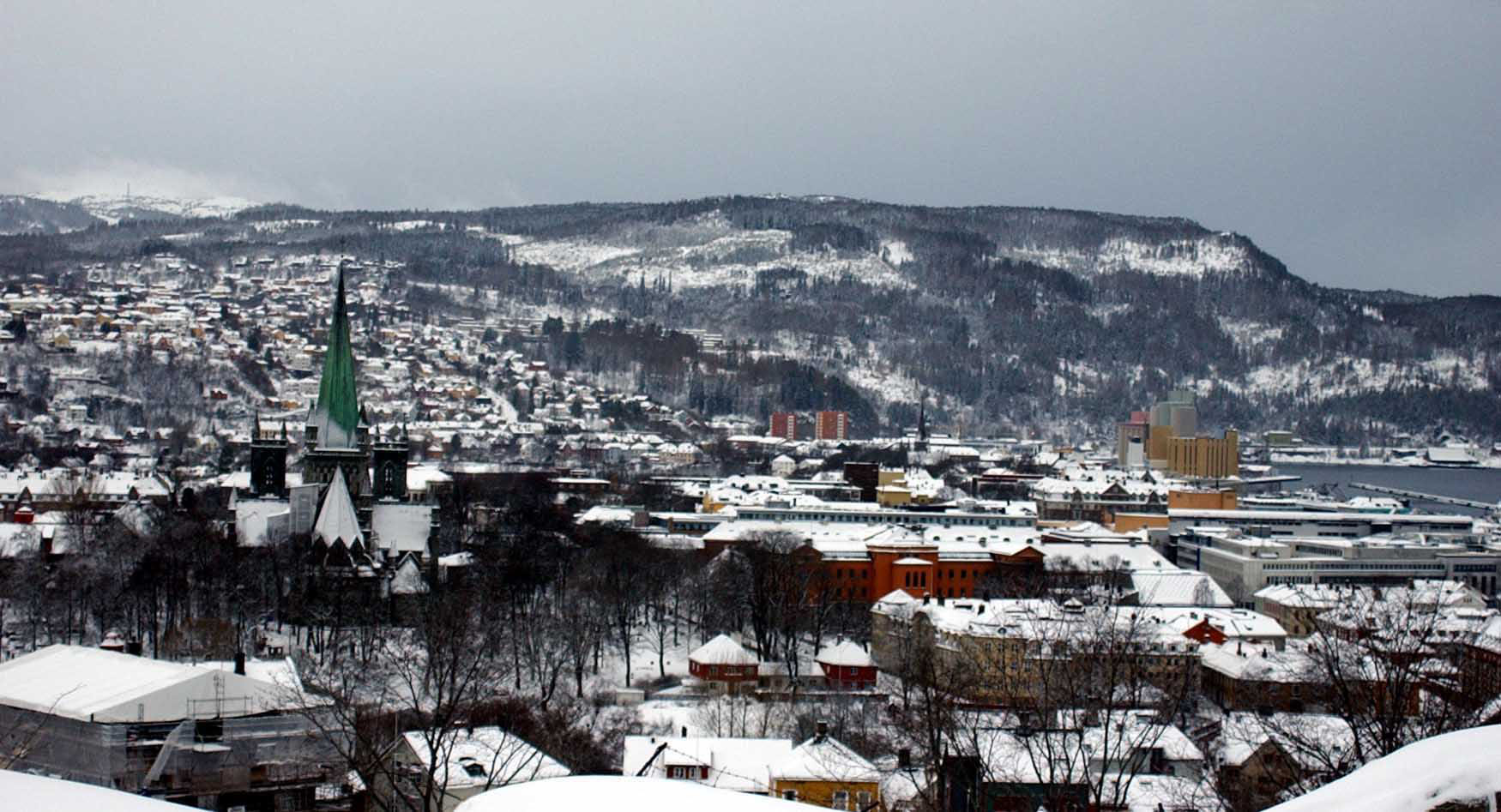
トロンハイムの風景

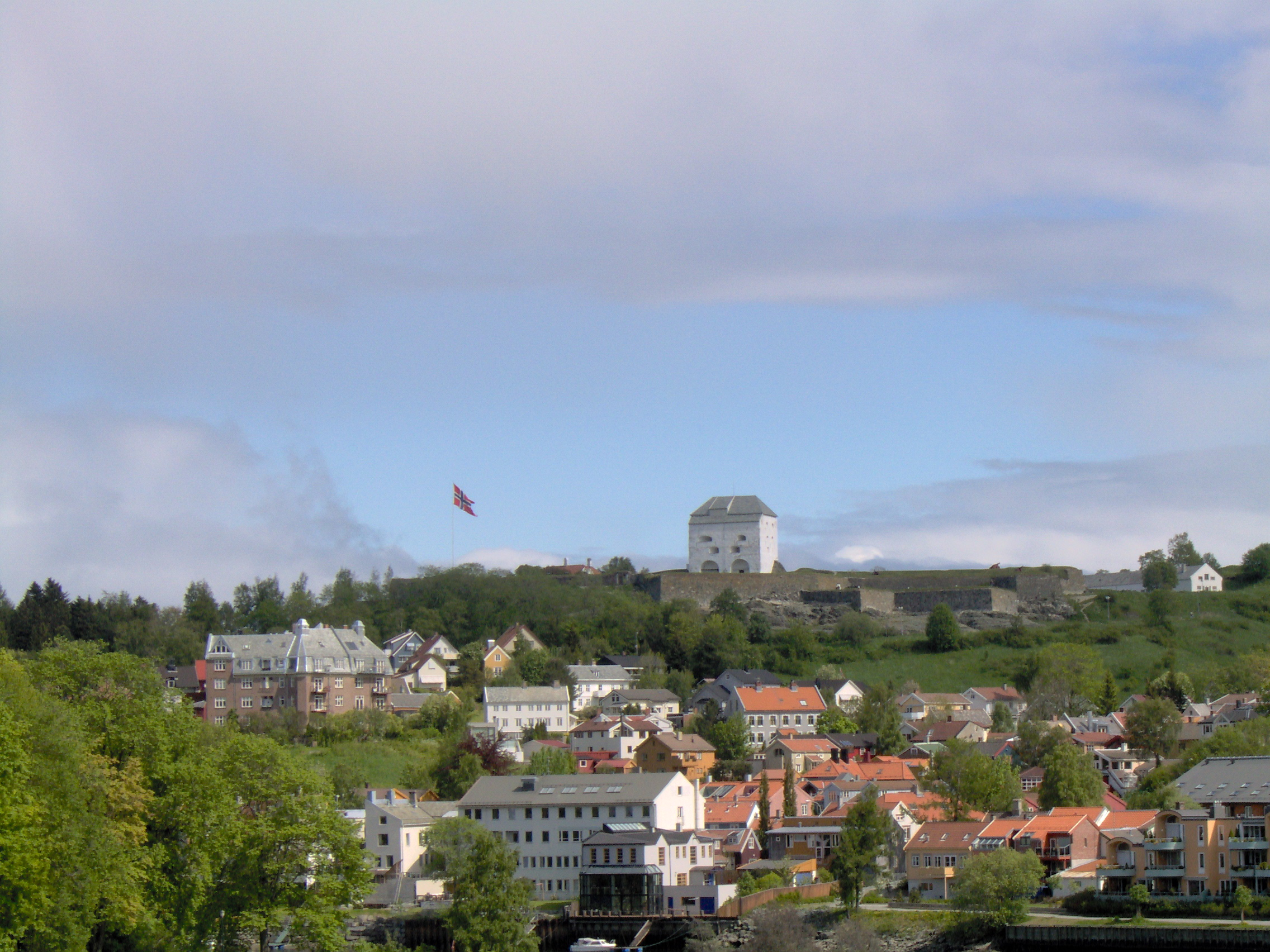
クリスチャン要塞

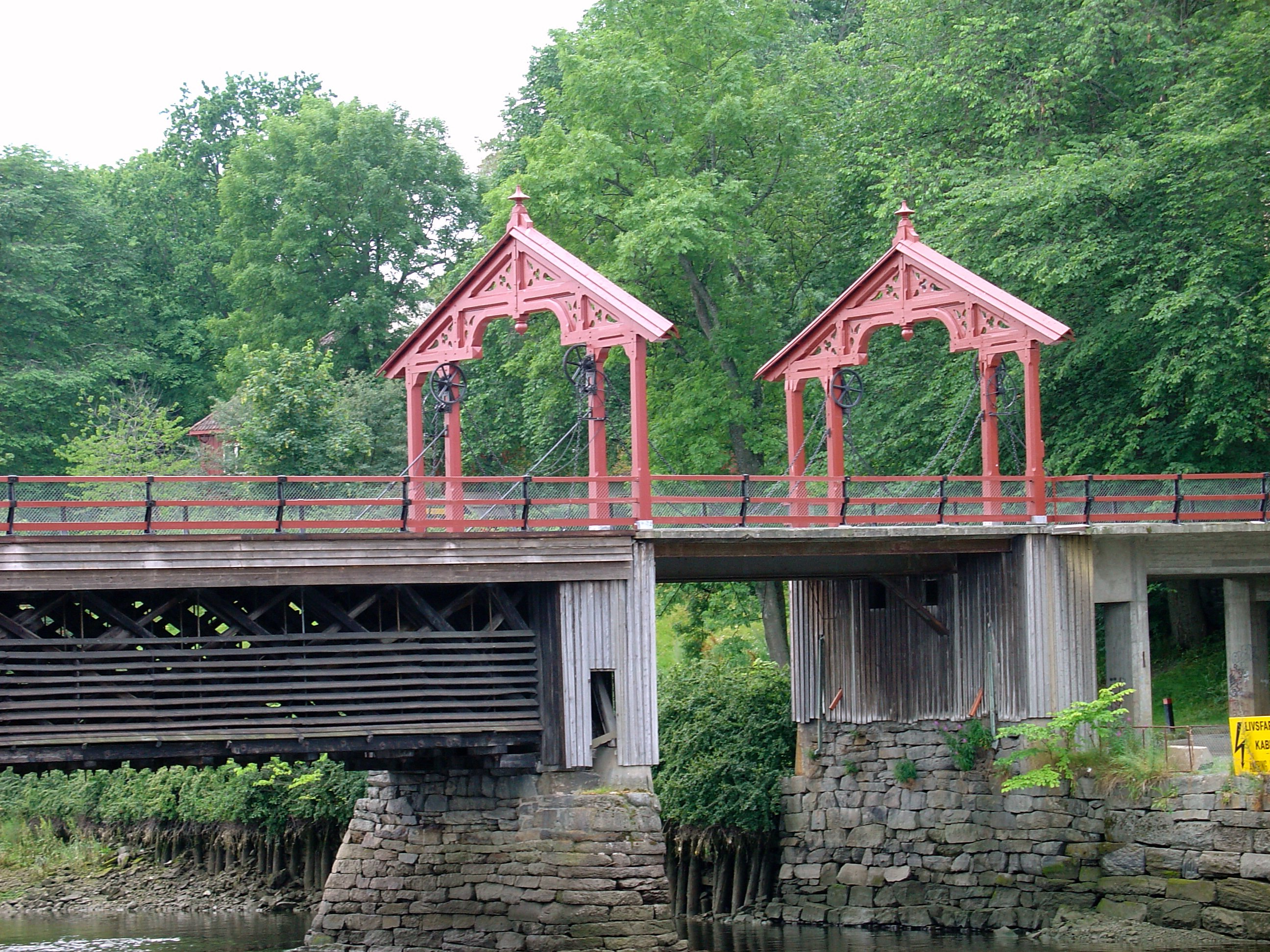
跳ね橋

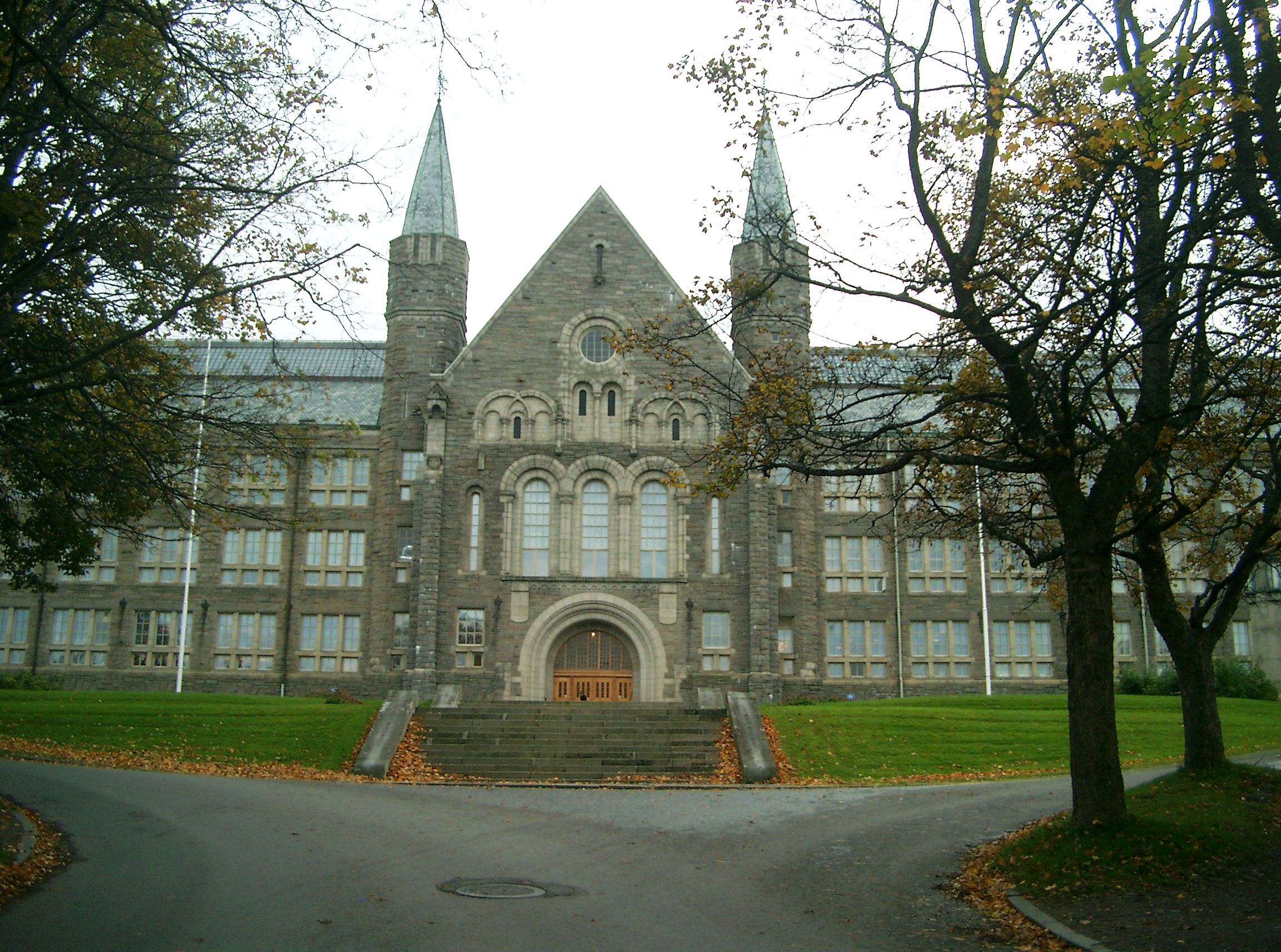
トロンハイム大学

997年、ヴァイキングの王であったオーラヴ1世（オーラヴ・トリグヴァソン、Olav Tryggvason）がニード川（Nidelven）の河口地帯に都を築くことを決め、ニーダロス（Nidaros、「ニードの河口」の意）がノルウェーの首都となった。
1030年、ノルウェーのキリスト教化に努めたオーラヴ2世が近郊のスティクレスター（Stiklestad）で殉教。葬られた後、1年経って墓を開けてみたところ、死体が腐乱しておらず、髪と爪が伸びていたといわれる。このような伝説ゆえに彼は聖人に列せられ、その亡骸が移された聖オーラヴ教会の跡地にやがてニーダロス大聖堂（Nidarosdomen）が建立された。
ニーダロスは政治の中心地としての首都の座を1217年に失ったものの、ニーダロス大聖堂はノルウェー大司教座の所在地であり、11世紀から宗教改革までの時期を通じて、北ヨーロッパ最大の巡礼地であった。ノルウェー国王だけでなく、後のデンマーク・スウェーデン支配時代にもしばしばここで王の戴冠式が行われた。ノルウェーの中部に位置する港町であるため、通商・交易も発達していた。数々の大火を経て、延焼を防ぐ目的で現在の道幅の広い碁盤の目状の街並が作られた。トロンハイムは学術の中心地としても栄え、1760年に創設されたトロンハイム学会は、現在のノルウェー学術協会の母体ともなっている。
トロンハイム（Trondheim）という名称はデンマーク・スウェーデン支配時代のもので、1905年の独立後は旧称「ニーダロス」（Nidaros）に戻そうという動きもあったが、近隣地域の住民の間でトロンハイムの人気が根強く、結局トロンハイムの名称のままになった。
1940年4月9日、ナチス・ドイツがノルウェーに侵攻を開始（ノルウェーの戦い）。トロンハイムには侵攻初日にドイツ軍が上陸して市内が占領された。以降、1945年までドイツに占領され、ドイツ海軍第13潜水隊群の拠点となった。そしてドイツ軍は、人口30万人の新都市をトロンハイムの南東15キロメートルの位置に建設しようとした。北大西洋地域にドイツ海軍最大の基地を造ることを意図していた。現在、この壮大な建造計画の遺構がわずかに残っている。

### 気候
| トロンハイム (1991–2020)の気候                       | トロンハイム (1991–2020)の気候 | トロンハイム (1991–2020)の気候 | トロンハイム (1991–2020)の気候 | トロンハイム (1991–2020)の気候 | トロンハイム (1991–2020)の気候 | トロンハイム (1991–2020)の気候 | トロンハイム (1991–2020)の気候 | トロンハイム (1991–2020)の気候 | トロンハイム (1991–2020)の気候 | トロンハイム (1991–2020)の気候 | トロンハイム (1991–2020)の気候 | トロンハイム (1991–2020)の気候 | トロンハイム (1991–2020)の気候 |
| 月                                                   | 1月                            | 2月                            | 3月                            | 4月                            | 5月                            | 6月                            | 7月                            | 8月                            | 9月                            | 10月                           | 11月                           | 12月                           | 年                             |
| ---------------------------------------------------- | ------------------------------ | ------------------------------ | ------------------------------ | ------------------------------ | ------------------------------ | ------------------------------ | ------------------------------ | ------------------------------ | ------------------------------ | ------------------------------ | ------------------------------ | ------------------------------ | ------------------------------ |
| 最高気温記録 °C （°F）                               | 13.7 (56.7)                    | 13.8 (56.8)                    | 15.7 (60.3)                    | 23.3 (73.9)                    | 27.9 (82.2)                    | 31.7 (89.1)                    | 33.5 (92.3)                    | 31.3 (88.3)                    | 27.9 (82.2)                    | 22.1 (71.8)                    | 16.1 (61)                      | 13.1 (55.6)                    | 33.5 (92.3)                    |
| 平均最高気温 °C （°F）                               | 1.8 (35.2)                     | 1.8 (35.2)                     | 4.4 (39.9)                     | 8.9 (48)                       | 13.1 (55.6)                    | 16.4 (61.5)                    | 19.4 (66.9)                    | 18.6 (65.5)                    | 14.4 (57.9)                    | 8.9 (48)                       | 4.7 (40.5)                     | 2.2 (36)                       | 9.6 (49.3)                     |
| 日平均気温 °C （°F）                                 | −1.0 (30.2)                    | −1.2 (29.8)                    | 0.8 (33.4)                     | 4.7 (40.5)                     | 8.6 (47.5)                     | 12.1 (53.8)                    | 14.8 (58.6)                    | 14.2 (57.6)                    | 10.5 (50.9)                    | 5.6 (42.1)                     | 1.9 (35.4)                     | −0.6 (30.9)                    | 5.9 (42.6)                     |
| 平均最低気温 °C （°F）                               | −3.9 (25)                      | −4.0 (24.8)                    | −2.4 (27.7)                    | 1.1 (34)                       | 4.6 (40.3)                     | 8.3 (46.9)                     | 11.0 (51.8)                    | 10.5 (50.9)                    | 7.2 (45)                       | 2.7 (36.9)                     | −0.8 (30.6)                    | −3.6 (25.5)                    | 2.6 (36.7)                     |
| 最低気温記録 °C （°F）                               | −25.6 (−14.1)                  | −26.0 (−14.8)                  | −23.0 (−9.4)                   | −15.3 (4.5)                    | −9.6 (14.7)                    | −0.6 (30.9)                    | 0.6 (33.1)                     | −0.3 (31.5)                    | −4.9 (23.2)                    | −12.6 (9.3)                    | −19.0 (−2.2)                   | −23.5 (−10.3)                  | −26 (−14.8)                    |
| 降水量 mm （inch）                                   | 73.6 (2.898)                   | 64.1 (2.524)                   | 56.8 (2.236)                   | 42.8 (1.685)                   | 55.9 (2.201)                   | 68.6 (2.701)                   | 91.2 (3.591)                   | 88.4 (3.48)                    | 96.4 (3.795)                   | 83.3 (3.28)                    | 69.4 (2.732)                   | 83.1 (3.272)                   | 873.6 (34.395)                 |
| 出典：http://www.pogodaiklimat.ru/climate2/07156.htm |                                |                                |                                |                                |                                |                                |                                |                                |                                |                                |                                |                                |                                |

## 教育機関
- ノルウェー科学技術大学(NTNU)

## 名所旧跡
- ニーダロス大聖堂（Nidarosdomen、ノルウェー最大の建築物）
- オラフ教会
- 国立装飾美術美術館
- トロンハイム美術協会
- 跳ね橋（Gamle Bybro）
- 音楽歴史博物館（Ringve Museum）
- クリスチャン要塞（Kristiansten fort）
- バックランネ（Bakklandet）
- 病院教会（Hospitalskirken）
- ムンク島（Munkholmen）

## トロンハイム出身の有名人
- アルネ・ハルセ - 陸上競技選手
- エミル・ヘグル・スベンセン - バイアスロン選手
- ヤコブ・オガワ - ミュージシャン

## 姉妹都市
| - ダルムシュタット、ドイツ - ダンファームリン、スコットランド - グラーツ、オーストリア - コーパヴォグル、アイスランド - ノルショーピン、スウェーデン - エステルスンド、スウェーデン - オーデンセ、デンマーク - ペタフ・ティクヴァ、イスラエル | - ラマラー、パレスチナ - スプリト、クロアチア - タンペレ、フィンランド - ティラスポリ、沿ドニエストル共和国 - バレホ、カリフォルニア州、アメリカ合衆国 - ケレン、エリトリア - クラクスヴィーク、フェロー諸島 |